# Ялувка (гміна Супрасль)
Ялувка (пол. Jałówka) — село в Польщі, у гміні Супрасль Білостоцького повіту Підляського воєводства.
Населення — 64 особи (2011).
У 1975-1998 роках село належало до Білостоцького воєводства.

## Демографія
Демографічна структура станом на 31 березня 2011 року:
|          | Загалом | Допрацездатний вік | Працездатний вік | Постпрацездатний вік |
| -------- | ------- | ------------------ | ---------------- | -------------------- |
| Чоловіки | 32      | 2                  | 21               | 9                    |
| Жінки    | 32      | 8                  | 11               | 13                   |
| Разом    | 64      | 10                 | 32               | 22                   |